# Pink Friday: Roman Reloaded – The Re-Up
Pink Friday: Roman Reloaded The Re-Up – box set raperki Nicki Minaj. Album został wydany 19 listopada 2012 przez wytwórnię Young Money Entertainment, Cash Money Records oraz Universal Republic Records. W Polsce premiera odbyła się kilka dni później.
Na płycie wystąpili gościnnie: Lil Wayne, Cam’ron, Rick Ross, 2 Chainz, Nas, Drake, Young Jeezy, Chris Brown, Bobby V i Beenie Man. Album promuje Va Va Voom, który znalazł się również na Pink Friday: Roman Reloaded Deluxe Edition. Płyta jest promowana podczas trasy koncertowej Pink Friday Tour.

## Single
- Va Va Voom
- The Boys (gościnnie: Cassie)
- Freedom
- High School (gościnnie: Lil Wayne)

## Lista utworów
CD 1
1. Up in Flames
2. Freedom
3. Hell Yeah (gościnnie: Parker)
4. High School (gościnnie: Lil Wayne)
5. I’m Legit (gościnnie: Ciara)
6. I Endorse These Strippers (gościnnie: Tyga & Thomas Brinx)
7. The Boys (gościnnie: Cassie)
8. Va Va Voom

CD 2
1. Roman Holiday
2. Come On A Cone
3. I Am Your Leader (gościnnie: Cam’ron & Rick Ross)
4. Beez In The Trap (gościnnie: 2 Chainz)
5. HOV Lane
6. Roman Reloaded (gościnnie: Lil Wayne)
7. Champion (gościnnie: Nas, Drake & Young Jeezy)
8. Right By My Side (gościnnie: Chris Brown)
9. Sex In the Lounge (gościnnie: Lil Wayne & Bobby V)
10. Starships
11. Pound The Alarm
12. Whip It
13. Automatic
14. Beautiful Sinner
15. Marilyn Monroe
16. Young Forever
17. Fire Burns
18. Gun Shot (gościnnie: Beenie Man)
19. Stupid Hoe

## Płyty w digipacku
- CD 1 Pink Friday: Roman Reloaded The Re-Up
- CD 2 Pink Friday: Roman Reloaded
- CD 3 The Re-Up DVD